# 落合斎場

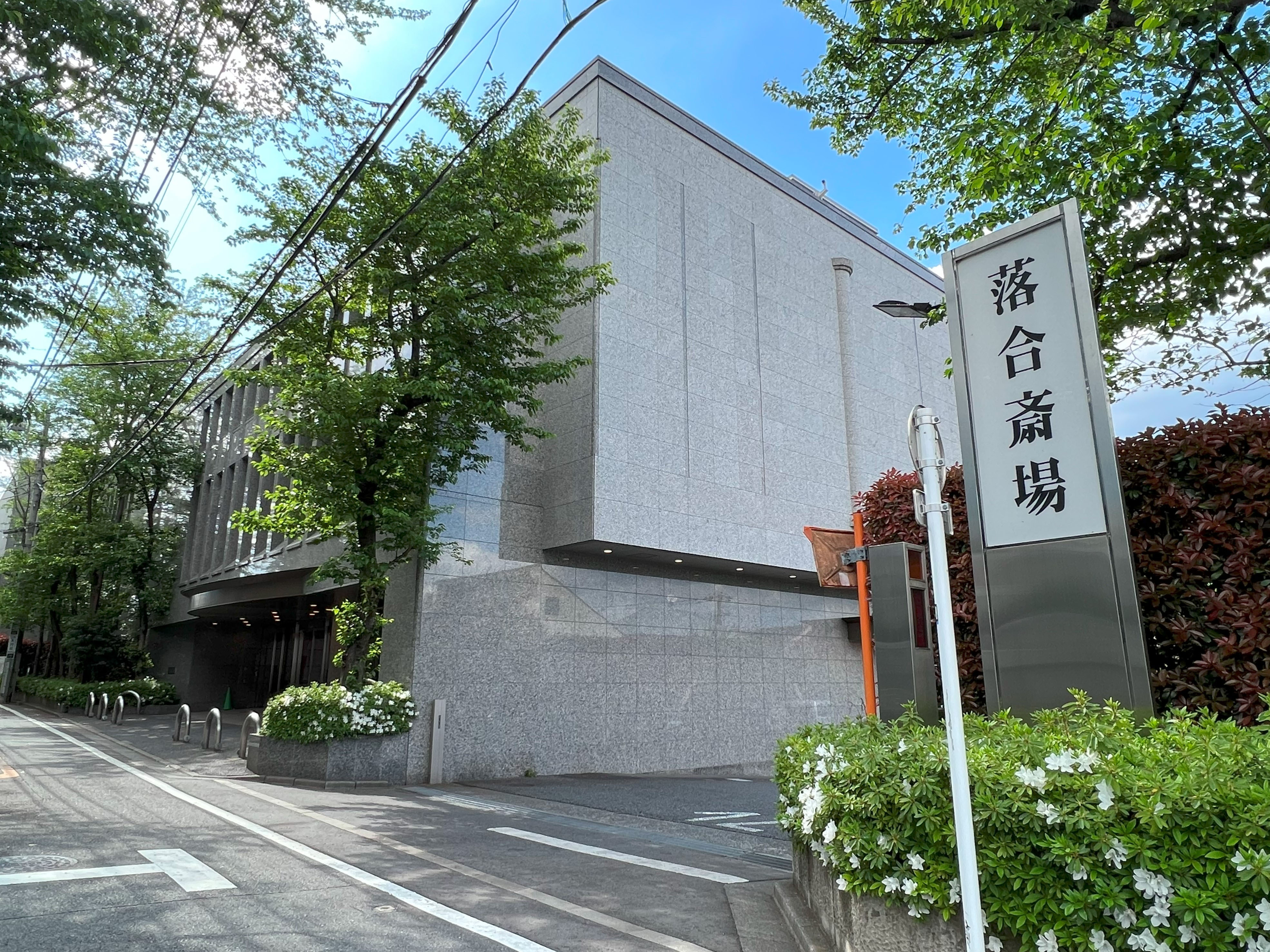

落合斎場（おちあいさいじょう）は東京都新宿区にある民間経営の火葬場・斎場である。

## 概要
東京都に6つの斎場を有する東京博善株式会社（広済堂ホールディングスグループ）が経営している。
当斎場は公道を挟んで火葬棟と斎場（式場）棟（別館）にわかれている。
以前は、早稲田通り沿いの中野区上高田1丁目にある浄土真宗正見寺の東端付近からも煙突が見えた。しかし、平成以降建物の老朽化が著しくなり、2000年（平成12年）6月、6箇所の斎場の中で最後に火葬棟が改築され、現在は煙突もなくなり重厚な近代的な建物となっている。

## 通夜・告別式
- 通夜は原則的に一斉に午後6時開式、午後7時閉式となっている。告別式は他の部屋、または外来（自宅葬やホール葬など）や、葬儀を行わない「直葬」の葬家と火葬の予約時間が重ならないよう、時間差で執り行われる。
- 斎場棟からの出棺の場合、棺を一度霊柩車に乗せ（希望により喪主も同乗可）、火葬棟へ移動する。他の斎場では斎場職員が台車を使って、斎場棟から炉前ホールへ移動させるため、自動車の必要はないが、当斎場では傾斜地であることと、斎場棟と火葬棟との間に公道が挟まれている関係で台車移動は行われておらず、霊柩車移動が必要になる（参列者は徒歩で移動）。
- 火葬棟2階・3階に新設された「新型式場」（後述）からの出棺は、職員が棺を台車に乗せたあと、同時期に車寄せに後付けで設置された大型エレベーターで、1階の炉前ホールに移動する[1]。

## 建物内
- 火葬炉（ロストル式）：10基 
  - 最上等：6基
  - 特別室：2基
  - 特別殯館：2基
- 休憩室：10室
- 斎場
従来式場：4室（斎場棟1階に常設）
新型式場：6室（令和5年8月、家族葬などの小規模な葬儀向けに、火葬棟3階の休憩室4室と斎場棟2階の控室2室を式場兼会食会場に改装し、式場の順番待ちを短縮することが可能になる）[2]
- 控室：9室
  - 火葬棟：3室
  - 斎場棟：6室
- コーヒーコーナー：1か所
- 売店：3か所

## 葬儀・火葬が行われた有名人
落合斎場は「特別殯館」と呼ばれる区画が設けられている東京博善の斎場のひとつであり、一般皇族の墓地である豊島岡墓地にほど近い場所にある。
このため、高松宮宣仁親王の火葬以降は第2次世界大戦後火葬とされた一般皇族の葬儀（斂葬の儀）後の午後に火葬を行う場所として位置づけられている。神道では死は「穢れ」とされ、火葬後に遺骨は即日豊島岡墓地に設営された墓に納められる。

### 火葬が行われた皇族
| 名               | 火葬                       | 続柄                  | 墓         |
| ---------------- | -------------------------- | --------------------- | ---------- |
| 高松宮宣仁親王   | 1987年（昭和62年）2月10日  | 大正天皇第3皇子       | 豊島岡墓地 |
| 高円宮憲仁親王   | 2002年（平成14年）11月29日 | 三笠宮崇仁親王第3男子 | 豊島岡墓地 |
| 宣仁親王妃喜久子 | 2004年（平成16年）12月26日 | 高松宮宣仁親王妃      | 豊島岡墓地 |
| 寬仁親王         | 2012年（平成24年）6月14日  | 三笠宮崇仁親王第1男子 | 豊島岡墓地 |
| 桂宮宜仁親王     | 2014年（平成26年）6月17日  | 三笠宮崇仁親王第2男子 | 豊島岡墓地 |
| 三笠宮崇仁親王   | 2016年（平成28年）11月4日  | 大正天皇第4皇子       | 豊島岡墓地 |
| 崇仁親王妃百合子 | 2024年（令和6年）11月26日  | 三笠宮崇仁親王妃      | 豊島岡墓地 |

### 葬儀と火葬の両方が行われた有名人
- 夏目漱石[3]
- 荻島正己[4]
- 山崎正[5]

### 火葬のみ行われた有名人
- 芥川隆行[6]

## 所在地
- 〒161-0034 東京都新宿区上落合三丁目34番12号

## 最寄駅
- 東京メトロ東西線落合駅から徒歩で5分
- 都営地下鉄大江戸線中井駅から徒歩で8分
- 西武新宿線中井駅から徒歩で13分